# راشيل شابيرا
راشيل شابيرا (بالعبرية: רחל שפירא‏) (1945 في إسرائيل)؛ كاتِبة، مؤلِّفة أغانٍ، مغنية وشاعرة إسرائيلية.

## روابط خارجية
- راشيل شابيرا على موقع ميوزك برينز (الإنجليزية)